# 埼玉石心会病院
社会医療法人財団石心会 埼玉石心会病院（しゃかいいりょうほうじんざいだんせきしんかい さいたませきしんかいびょういん）は、埼玉県狭山市にある病院である。神奈川県川崎市に本部を置く社会医療法人財団石心会が運営する。2004年7月28日に西部第一保健医療圏（現・西部保健医療圏）の地域医療支援病院の承認を受けた。現在、病院は入院治療と救急医療に特化しており、外来診療はさやま総合クリニックを受診することになる。

## 沿革

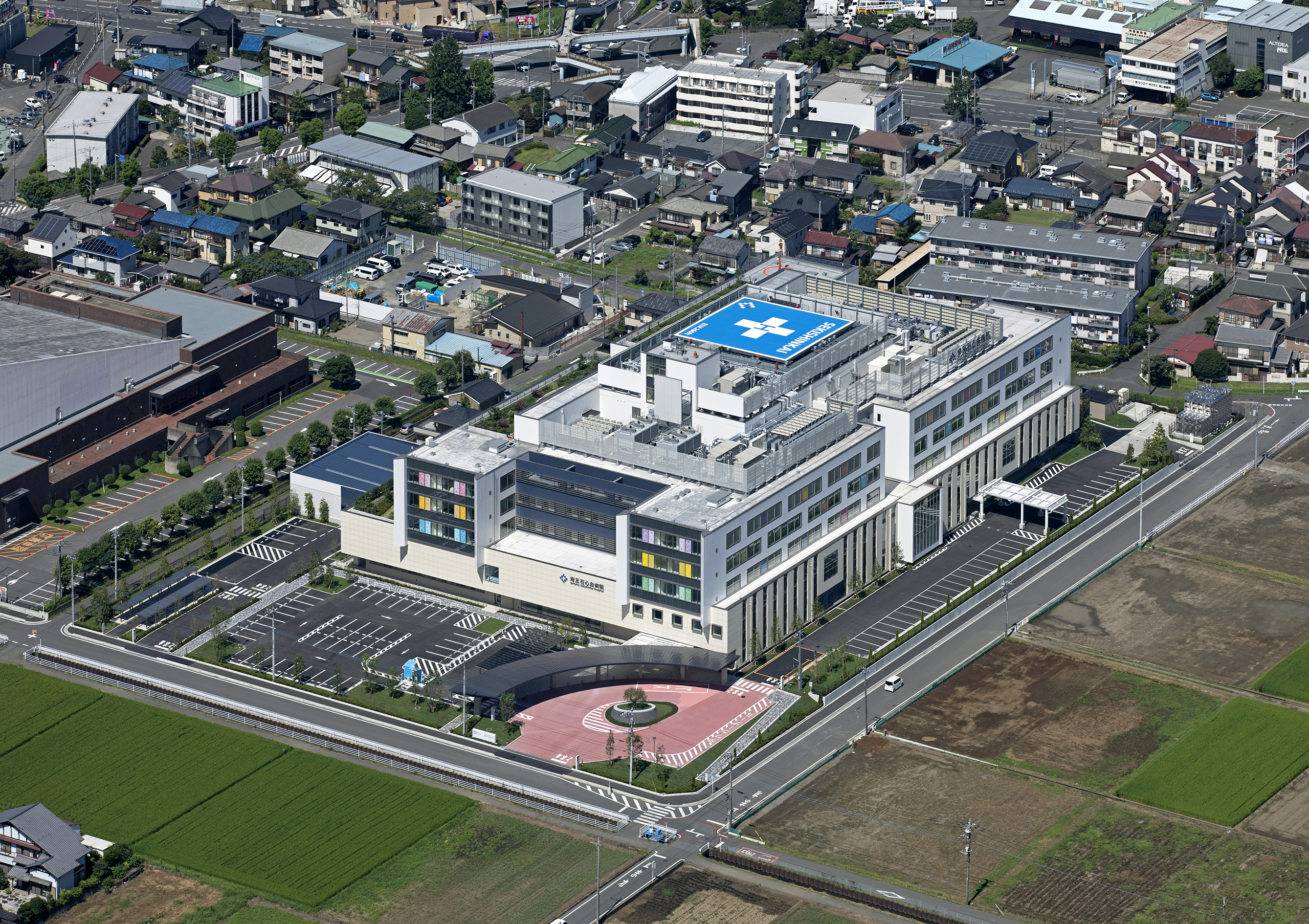
埼玉石心会病院

- 1987年4月 - 「狭山病院」として開院。
- 1999年10月18日 - 日本医療機能評価機構の認定（一般B）を受ける。
- 2002年4月 - 臨床研修病院の指定を受ける。
- 2003年3月 - さやま総合クリニック開院。一般外来と通院透析部門を分離。[1]
- 2004年7月28日 - 地域医療支援病院の承認を受ける。
- 2008年11月 - さやま腎クリニック開設。[2]
- 2009年4月 - さやま総合クリニック健診センター開設[3]
- 2013年4月1日-狭山病院を埼玉石心会病院に改称。
- 2017年11月1日 - 移転完了。病床数を450床に拡大[4]。
- 2025年4月1日 - 救命救急棟を開設。
- 2025年7月 - 手術支援ロボット「Da Vinci Xi」を導入。

## 診療科
- 内科
- 呼吸器内科
- 循環器科
- 消化器内科
- 糖尿病内科
- 内分泌・代謝内科
- 腎臓内科
- 感染症内科
- 人工透析内科
- 緩和ケア内科
- 外科
- 呼吸器外科
- 心臓血管外科
- 消化器外科
- 乳腺・内分泌外科
- 肛門外科
- 整形外科
- 脳神経外科
- 形成外科
- メンタルヘルス科
- 小児科
- 皮膚科
- 泌尿器科
- 婦人科
- 眼科
- 耳鼻咽喉科
- リハビリテーション科
- 放射線科
- 病理診断科
- 救急科
- 麻酔科

## 医療機関の指定等
- 保険医療機関
- 救急告示医療機関
- 労災保険指定医療機関
- 指定自立支援医療機関（更生医療・育成医療）
- 身体障害者福祉法指定医の配置されている医療機関
- 精神保健指定医の配置されている医療機関
- 生活保護法指定医療機関
- 結核指定医療機関
- 原子爆弾被爆者一般疾病医療取扱医療機関
- 公害医療機関
- 地域医療支援病院
- 臨床研修指定病院（管理型）
- 特定疾患治療研究事業委託医療機関
- DPC対象病院
- 小児慢性特定疾患治療研究事業委託医療機関

## 学会認定
以下、病院の公式サイトによる。
- 日本内科学会教育施設
- 日本呼吸器学会認定施設
- 日本内分泌学会内分泌代謝科認定教育施設
- 日本甲状腺学会認定専門医施設
- 日本消化器病学会関連施設
- 日本消化器内視鏡学会指導施設
- 日本透析医学会認定施設
- 日本循環器学会認定循環器専門医研修施設
- 日本心血管インターベンション学会研修施設
- 日本外科学会外科専門医制度修練施設
- 日本消化器外科学会専門医修練施設
- 日本整形外科学会研修施設
- 日本手の外科学会手の外科研修施設
- 日本胸部外科学会認定医指定施設
- 三学会構成心臓血管外科専門医認定機構基幹施設
- 日本脳神経外科学会専門医指定訓練場所
- 日本泌尿器科学会専門医教育施設
- 日本耳鼻咽喉科学会専門医研修施設
- 日本麻酔科学会認定麻酔科指導病院
- 日本医学放射線学会放射線科専門医修練機関
- 日本感染症学会研修施設
- 日本プライマリ・ケア学会認定医研修施設
- 日本臨床細胞学会施設認定
- 日本救急医学会救急科専門医指定施設

## 関連施設
- さやま地域ケアクリニック - 旧病院跡地に開設。グループの東京石心会が運営している。
- さやま総合クリニック
  - さやま総合クリニック健診センター
- さやま腎クリニック
- 地域ケアセンター
  - 狭山市入間川・入間川東地域包括支援センター
  - いきいき訪問看護ステーション鵜ノ木
  - 石心会介護支援センター
  - 石心会ヘルパーステーション
- 特別養護老人ホーム　オリーブ

## 近隣の施設
- 航空自衛隊入間基地
- 狭山市立中央児童館
- 狭山市立入間川小学校
- 狭山市立入間川中学校

## 交通アクセス
- 西武新宿線狭山市駅西口から約800m　徒歩約10分（狭山市市民会館隣）
- 西武新宿線狭山市駅より西武バス狭山21・サイボクハム行で約3分、埼玉石心会病院下車（朝夜間は市民会館バス停より徒歩）。
- 西武新宿線狭山市駅より西武バス狭山24・西武柏原ニュータウン行で約3分、埼玉石心会病院下車（朝夜間は市民会館バス停より徒歩）。
- 西武池袋線稲荷山公園駅より無料シャトルバスで約10分、埼玉石心会病院下車。（日中時間帯のみ・下記参照）

## 西部保健医療圏の他の病院
- 防衛医科大学校病院（特定機能病院、災害拠点病院、エイズ治療拠点病院）
- 埼玉医科大学国際医療センター（救命救急センター、地域がん診療連携拠点病院、災害拠点病院）
- 国立病院機構西埼玉中央病院（地域周産期母子医療センター、エイズ治療拠点病院）

## その他
当院が2017年11月1日に移転したことに伴い、外来診療のさやま総合クリニックとの移動を考慮して、同日より無料シャトルバスが運行を開始した。朝夕が両院間の往復、日中が稲荷山公園駅経由の周回運行となる。